# Lamia Amri
Pour les articles homonymes, voir Amri.
Lamia Amri (arabe : لمياء العمري) est une actrice tunisienne.

## Filmographie

### Cinéma
- 2006 : Saba Flouss (court métrage) d'Anis Lassoued
- 2015 : Conflit de Moncef Barbouch[1]

### Télévision

#### Séries
- 1999 : Anbar Ellil de Habib Mselmani : Zeineb
- 2000 : Mnamet Aroussia  de Slaheddine Essid : Cherifa
- 2001 : Dhafayer de Habib Mselmani
- 2003 : Ikhwa wa Zaman de Hamadi Arafa
- 2004 : Hssabet w Aqabet de Habib Mselmani[2]
- 2006 : Choufli Hal (invitée d'honneur de l'épisode 25 de la saison 3) de Slaheddine Essid : Fedra
- 2013 : Njoum Ellil (saison 4) de Mehdi Nasra[3]
- 2015 : Naouret El Hawa (saison 2) de Madih Belaïd
- 2016 : Madrasat Al Rassoul d'Anouar Ayachi

#### Téléfilms
- 2003 : Khota Fawka Assahab d'Abdellatif Ben Ammar
- 2006 : Abderrahman Ibn Khaldoun de Habib Mselmani
- 2007 : Puissant de Habib Mselmani

## Théâtre
- 1998 : Haddith, mise en scène de Mohamed Driss
- 2015 : Dhalamouni Habaybi, mise en scène d'Abdelaziz Meherzi[4]